# レンスク

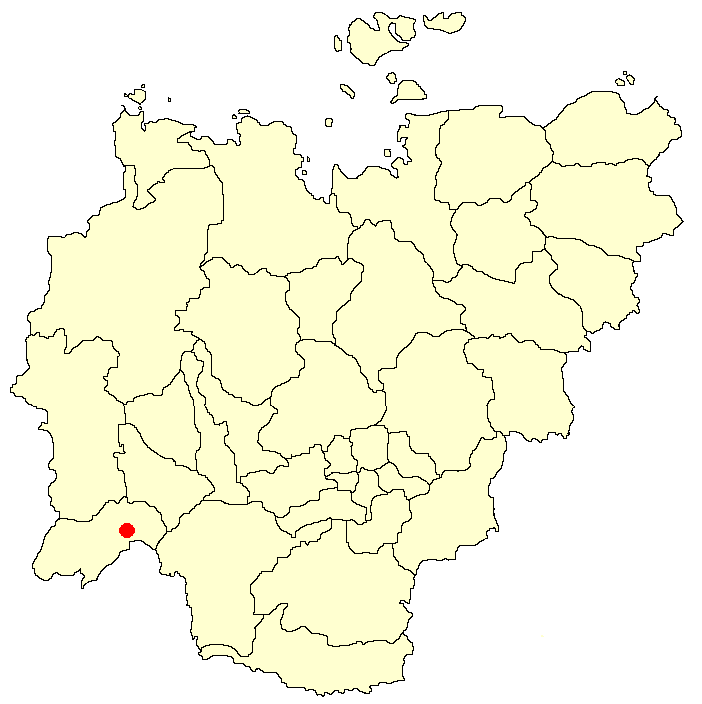
サハ共和国内のレンスクの位置

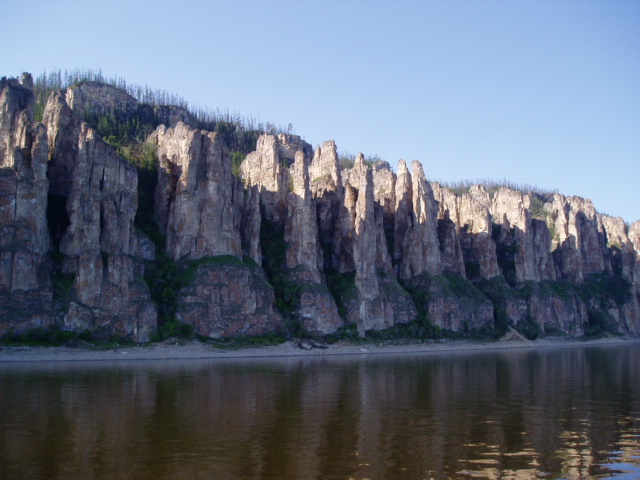
レナ石柱自然公園。川沿いに石の森が連なる

レンスク(ロシア語: Ленск, サハ語: ムフトゥヤ、Мухтуя)は、ロシア連邦サハ共和国にある都市である。レナ川上流にある港湾都市で、レナ石柱自然公園があることでも知られる。

## 概要
サハ共和国の南西部に位置し、レンスク地区の中心地となっている。人口は24,558（2006年）である。レンスクの北方には世界有数のダイアモンド鉱山ミールヌイやウダーチヌイがあり、レンスクはそのベースキャンプとしてダイアモンド採掘企業アルローサの支社が置かれている。その他、林業、建材、食品などの企業もある。
中心市街はレナ川の北岸（左岸）に広がっており、レナ高地の南縁にあたる。レンスクの標高は比較的低く、周りは緩やかな盆地状となっており、気候はシベリアの典型的な内陸性気候の傾向が強い。
レナ川は水運の面でも使われており、川を上るとバイカル湖などに行くことができ、川を下ると800km東にあるサハ共和国の首都ヤクーツクなどに行くことができる。川の交通は主に貨物船に使用されており、沿岸には石油基地が設けられている。道路は東の首都ヤクーツク方面、北のヴィリュイ川流域方面（ミールヌイ鉱山やヴィリュイ川ダムなど）へと伸びているが、レナ川北岸を通って西へ行く道路は100km先のニュヤで止まってしまっている。
2006年現在、サハ共和国で4番目に大きい都市となっているが、交通手段は小さな空港、レナ川の水運、ヤクーツクやサハ共和国西部の集落を結ぶ道路しかないため、ロシア政府はヤクーツク、トンモト方面とレンスクを結ぶ鉄道を通す計画を発表している。　
2012年7月3日、レナ石柱自然公園は世界遺産に登録された。

## 歴史
現在のレンスクの場所にはエヴェン人の集落ムフトゥイ（Мухтуй, 「大きな水」）があったが、1663年にバイカル湖方面から河を下って来たロシア人がこの地に入植した。ムフトゥイ改めムフトゥヤは18世紀のヴィトゥス・ベーリングによる第二次カムチャツカ探検の基地として機能し、河港などが作られた。19世紀から20世紀にかけては政治犯の流刑地にもなった。
1950年代には北のヴィリュイ川流域でダイアモンド鉱山の発見と開発があり、ムフトゥヤにも影響が及んだ。ミールヌイ鉱山はムフトゥヤから250kmの位置にあり、ムフトゥヤは最寄りの町としてミールヌイ開発の基地になった。ミールヌイとの間には道路も建設された。1963年には市に昇格し、この時レンスク（「レナ川の町」）と改名された。
1998年には雪解け水や氷によるレナ川の大洪水が起こり大きな被害を受け50名近くが死亡・行方不明となった。500戸近くの家屋が全壊となり、復旧活動を行ってきた。2001年春にも大洪水が起こって市街地が水没し、建物の大半が破壊された。現在のレンスク市街は、洪水後にほぼ完全に作りなおされた街並みである。

## 気候
| レンスクの気候                   | レンスクの気候 | レンスクの気候 | レンスクの気候 | レンスクの気候 | レンスクの気候 | レンスクの気候 | レンスクの気候 | レンスクの気候 | レンスクの気候 | レンスクの気候 | レンスクの気候 | レンスクの気候 | レンスクの気候 |
| 月                               | 1月            | 2月            | 3月            | 4月            | 5月            | 6月            | 7月            | 8月            | 9月            | 10月           | 11月           | 12月           | 年             |
| -------------------------------- | -------------- | -------------- | -------------- | -------------- | -------------- | -------------- | -------------- | -------------- | -------------- | -------------- | -------------- | -------------- | -------------- |
| 最高気温記録 °C （°F）           | −0.1 (31.8)    | 2.2 (36)       | 12.6 (54.7)    | 18.9 (66)      | 33.0 (91.4)    | 39.0 (102.2)   | 37.3 (99.1)    | 36.3 (97.3)    | 27.2 (81)      | 17.2 (63)      | 8.0 (46.4)     | 4.7 (40.5)     | 39 (102.2)     |
| 平均最高気温 °C （°F）           | −25.3 (−13.5)  | −20.3 (−4.5)   | −8.4 (16.9)    | 2.2 (36)       | 11.6 (52.9)    | 21.1 (70)      | 23.9 (75)      | 20.1 (68.2)    | 11.1 (52)      | −1.5 (29.3)    | −15.6 (3.9)    | −24.1 (−11.4)  | −0.43 (31.23)  |
| 日平均気温 °C （°F）             | −29 (−20)      | −25.6 (−14.1)  | −15.4 (4.3)    | −3.6 (25.5)    | 6.1 (43)       | 14.7 (58.5)    | 17.7 (63.9)    | 14.0 (57.2)    | 5.8 (42.4)     | −5.3 (22.5)    | −19.5 (−3.1)   | −27.9 (−18.2)  | −5.67 (21.83)  |
| 平均最低気温 °C （°F）           | −34.1 (−29.4)  | −32.2 (−26)    | −24.3 (−11.7)  | −11.9 (10.6)   | −1.1 (30)      | 6.7 (44.1)     | 10.0 (50)      | 7.1 (44.8)     | 0.3 (32.5)     | −10.2 (13.6)   | −24.9 (−12.8)  | −32.8 (−27)    | −12.28 (9.89)  |
| 最低気温記録 °C （°F）           | −55.8 (−68.4)  | −56.1 (−69)    | −47.2 (−53)    | −37.8 (−36)    | −15 (5)        | −5.9 (21.4)    | −3 (27)        | −5.5 (22.1)    | −12.8 (9)      | −32.8 (−27)    | −48.9 (−56)    | −56.1 (−69)    | −56.1 (−69)    |
| 降水量 mm （inch）               | 24.9 (0.98)    | 23.3 (0.917)   | 17.9 (0.705)   | 34.2 (1.346)   | 42.6 (1.677)   | 69.7 (2.744)   | 50.3 (1.98)    | 59.3 (2.335)   | 65.0 (2.559)   | 43.0 (1.693)   | 38.2 (1.504)   | 24.8 (0.976)   | 493.2 (19.416) |
| 出典：climatebase.ru (1948-2011) |                |                |                |                |                |                |                |                |                |                |                |                |                |